# Kurt Weißenfels
Kurt Weißenfels (* 13. Juni 1920 in Adorf; † 13. Januar 1998) war in den 1950er Jahren Fußballspieler in der DDR.

## Karriereverlauf
Kurt Weißenfels begann mit acht Jahren in Adorf, einem kleinen sächsischen Ort bei Chemnitz, mit dem Fußballspiel. Mit 17 Jahren spielte er in der Bezirksliga-Elf der SG Adorf als Innenstürmer.
Mit 19 Jahren musste Kurt Weißenfels als Soldat in den Zweiten Weltkrieg ziehen. 1942 kam er in Nordafrika in englische Gefangenschaft und wurde im Februar 1947 wieder entlassen. In Adorf fand er die Gelegenheit, in der neu gegründeten Sportgruppe Fußball zu spielen. Als 1948 wieder überregionale Sportwettkämpfe zugelassen wurden, schloss sich Weißenfels der SG Chemnitz West an, mit der er die Meisterschaft der Bezirksliga Chemnitz (1947/48) gewann. Nachdem 1949 in Ostdeutschland zum ersten Mal die Fußballmeisterschaft im Ligasystem der DS-Oberliga ausgespielt wurde, wechselte Weißenfels im Herbst 1949 zur Betriebssportgemeinschaft „Hans Wendler“ Stendal.
Am 6. November 1949 wurde er erstmals in der Stendaler Mannschaft aufgeboten und führte sich beim 4:3 bei Fortuna Erfurt mit zwei Toren ein. Allerdings hatte die SG Chemnitz West wegen Weißenfels’ Wechsel Protest eingelegt, und so wurde das Spielergebnis annulliert und mit 0:0 Toren und 2 Punkten für Erfurt gewertet. Stendal wurde vorgeworfen, den Spieler Weißenfels „gezogen“ zu haben. Kurt Weißenfels erhielt für Stendal eine Spielsperre bis zum 16. April 1950, Stendals BSG-Leiter Benes und der Sektionsleiter Obst wurden drei Jahre für Funktionärstätigkeiten gesperrt. Am 25. März 1950 wurde Kurt Weißenfels trotzdem in die Landesauswahl von Sachsen-Anhalt berufen, die in Magdeburg vor 10 000 Zuschauern auf dem Platz am Königsweg der DDR-Auswahl mit 1:5 unterlag.
Weißenfels’ Stammposition war der Mittelstürmer. In einem Zeitungsinterview sagte er über sich selbst: „Die stärksten Seiten im Spiel sind meine Schußkraft, mein Zuspiel und meine physischen Vorteile.“ Diese Vorteile verhalfen ihm in der Oberligasaison 1951/52 zu 27 Treffern, mit denen er zusammen mit dem Leipziger Rudolf Krause Torschützenkönig wurde. Auch in der folgenden Saison erwies sich Weißenfels mit 24 Toren als treffsicherer Schütze und landete hinter dem Dresdner Harry Arlt (26 Tore) auf Platz 2 der Torjägerliste. Obwohl er in der Spielzeit 1953/54 nur 12 Tore erzielte, war er damit immer noch erfolgreichster Stürmer der Stendaler, doch seine Tore retteten die Mannschaft nicht vor dem Abstieg in die zweitklassige DDR-Liga. Dort wurde Weißenfels mit 37 Toren in 26 Punktspielen Torschützenkönig der Ligastaffel I. Diese Tore trugen maßgeblich zu sofortigen Wiederaufstieg der Lok-Mannschaft bei, die sich danach allerdings zu einer „Fahrstuhlmannschaft“ entwickelte, sodass Weißenfels 1957 und 1959 noch zweimal einen Abstieg erlebte. Am 5. August 1959 bestritt er sein letztes Oberligaspiel gegen den SC Lokomotive Leipzig (1:2). Für Stendal hatte er insgesamt 163 Oberligaspiele bestritten, in denen er 91 Tore (11 dabei durch Strafstöße) erzielte. Damit ist er der erfolgreichste Torschütze der BSG Lokomotive Stendal. Seinen größten Erfolg feierte er mit den Stendalern 1956, als Platz 4 erreicht wurde. Zwischen 1952 und 1956 bestritt Weißenfels 5 Spiele um den DDR-Fußballpokal und erzielte dabei 7 Tore.
Nach seiner aktiven Laufbahn war er zwischen 1960 und 1977 Assistenztrainer in Stendal (1970 betreute er die Mannschaft in der 1. DDR-Liga (Staffel Nord) für kurze Zeit allein, verpasste aber gegen den 1. FC Union Berlin den Oberligaaufstieg).
Anlässlich seines 70. Geburtstages erschien in der Fuwo (Nr. 25/1990) ein Artikel (Der rechte Fuß war ein gefürchteter Hammer), in dem Kurt Weißenfels’ Mannschaftskameraden zu Wort kamen. Torhüter Günter Reh sagte über ihn: „Kumpel, aufgeschlossen, nicht ungerecht, zu seiner Zeit und in unserer Oberliga-Ära halt der Größte. Er war Draufgänger und Sturmlenker zugleich. In sieben Jahren mit ihm schätzte ich die Art, sicher vollstrecken zu können und souverän seine Nebenleute einzusetzen.“ Gerd Backhaus beschrieb Kurt Weißenfels wie folgt: „Von Kurt konnte ich mir viel abschauen. Vor allem wie er das Leder mit dem Körper abschirmte. Eigentlich war er nur durch Fouls vom Ball zu trennen. Und dann seine Freistöße! Präzise und mit einer Wucht, die jeden Torhüter erblassen ließ.“